# F-тест
F-тест је сваки статистички тест у којем тест статистика има F-дистрибуцију под нултом хипотезом. Најчешће се користи када се пореде статистички модели који су прилагођени скупу података, како би се идентификовао модел који најбоље одговара популацији из које су подаци узорковани. Тачни „F-тестови“ углавном настају када су модели прилагођени подацима коришћењем најмањих квадрата. Име је сковао Џорџ В. Снедекор, у част Роналда Фишера. Фишер је првобитно развио статистику као однос варијансе 1920-их.

## Уобичајени примери
Уобичајени примери употребе F-тестова укључују проучавање следећих случајева:
- Хипотеза да су средње вредности датог скупа нормално распоређених популација, које све имају исту стандардну девијацију, једнаке. Ово је можда најпознатији F-тест и игра важну улогу у анализи варијансе (ANOVA).
- Хипотеза да се предложени регресиони модел добро уклапа у податке.
- Хипотеза да скуп података у регресионој анализи прати једноставнији од два предложена линеарна модела који су угнежђени један у другом.

Поред тога, неке статистичке процедуре, као што је Шефеов метод за прилагођавање вишеструких поређења у линеарним моделима, такође користе F-тестове.

### Ф-тест једнакости две варијансе
Ф-тест је осетљив на ненормалност. У анализи варијансе (АНОВА), алтернативни тестови укључују Левенов тест, Бартлетов тест и Браун–Форсајтов тест. Међутим, када се било који од ових тестова спроведе да би се тестирала основна претпоставка хомоскедастичности (тј. хомогености варијансе), као прелиминарни корак за тестирање средњих ефеката, постоји повећање експерименталне стопе грешке типа I.

## Формула и рачунање
Већина Ф-тестова настаје разматрањем декомпозиције варијабилности у колекцији података у смислу збира квадрата. Статистика теста у Ф-тесту је однос два скалирана збира квадрата који одражавају различите изворе варијабилности. Ови збирови квадрата су конструисани тако да статистика тежи да буде већа када нулта хипотеза није тачна. Да би статистика пратила F-дистрибуцију под нултом хипотезом, збир квадрата треба да буде статистички независан и сваки треба да прати скалирану χ²-дистрибуцију. Последњи услов је загарантован ако су вредности података независне и нормално распоређене са заједничком варијансом.

### Проблеми ANOVA вишеструког поређења
F-тест у једносмерној анализи варијансе (ANOVA) се користи за процену да ли се очекиване вредности квантитативне варијабле унутар неколико унапред дефинисаних група разликују једна од друге. На пример, претпоставимо да медицинско испитивање упоређује четири третмана. ANOVA F-тест се може користити да се процени да ли је било који од третмана у просеку бољи или инфериорнији у односу на друге у односу на нулту хипотезу да сва четири третмана дају исти средњи одговор. Ово је пример "омнибус" теста, што значи да се један тест изводи да би се открила било која од неколико могућих разлика. Алтернативно, могли бисмо да спроведемо тестове у пару међу третманима (на пример, у примеру медицинског испитивања са четири третмана могли бисмо да спроведемо шест тестова између парова третмана). Предност ANOVA F-теста је у томе што не морамо унапред да специфицирамо који третмани треба да се поредимо и не морамо да се прилагођавамо за вишеструка поређења. Недостатак ANOVA F-теста је у томе што ако одбацимо нулту хипотезу, не знамо за које се третмане може рећи да се значајно разликују од осталих, нити, ако се F-тест изводи на нивоу α, можемо рећи да се третмански пар са највећом средњом разликом значајно разликује на нивоу α.
Формула за једнофакторску АНОВА Ф-тест статистику је
{\displaystyle F={\frac {\text{објашњена варијанса}}{\text{необјашњена варијанса}}},}
„Објашњена варијанса“ или „варијабилност између групе“ је:
{\displaystyle \sum _{i=1}^{K}n_{i}({\bar {Y}}_{i\cdot }-{\bar {Y}})^{2}/(K-1)}
где {\displaystyle {\bar {Y}}_{i\cdot }} означава средњу вредност узорка у и-тој групи, {\displaystyle n_{i}} је број запажања у и-тој групи, {\displaystyle {\bar {Y}}} означава укупну средину података, и  {\displaystyle K}означава број група.
„Необјашњива варијанса“ или „варијабилност унутар групе“ је
{\displaystyle \sum _{i=1}^{K}\sum _{j=1}^{n_{i}}\left(Y_{ij}-{\bar {Y}}_{i\cdot }\right)^{2}/(N-K),}
где је {\displaystyle Y_{ij}} посматрање у и-том из {\displaystyle K} групе и {\displaystyle N} је укупна величина узорка. Ова Ф-статистика прати Ф-дистрибуцију са степенима слободе {\displaystyle d_{1}=K-1} и {\displaystyle d_{2}=N-K} под нултом хипотезом. Статистика ће бити велика ако је варијабилност између група велика у односу на варијабилност унутар групе, што је мало вероватно да ће се десити ако популацијска средина свих група има исту вредност.
Имајте на уму да када постоје само две групе за једнофакторску ANOVA, {\displaystyle F=t^{2}} где је т Студентов т статистик.